# Njemački savezni izbori 2025.
Njemački savezni izbori 2025. održani su 23. veljače 2025. na kojima je izabrano 630 članova 21. Bundestaga. Izbori su održani sedam mjeseci prije roka zbog raspada vladajuće koalicije 2024. Nakon gubitka većine, Vlada je raspisala i namjerno izgubila glasanje o povjerenju kako bi omogućila prijevremene izbore. Ovo su bili četvrti prijevremeni izbori u poslijeratnoj njemačkoj povijesti, a prvi nakon 2005. godine.
Konzervativni savez CDU/CSU postao je najveći blok u Bundestagu s 28,5% glasova. Alternativa za Njemačku (AfD) ostvarila je svoj najbolji rezultat na dosadašnjim njemačkim izborima s 20,8 posto, pa se tako smjestila na drugo mjesto. Vladajuća Socijaldemokratska stranka lijevog centra (SPD) izgubila je više od devet postotnih bodova i doživjela najgori rezultat od 1887. sa samo 16,4%. Njihov mlađi partner Savez '90/Zeleni također je pao s 15% na 12%. 
Slobodna demokratska stranka (FDP), čiji je odlazak iz vlade doveo do izbora, zabilježila je svoj najlošiji povijesni rezultat s 4,3% i izgubila zastupljenost u Bundestagu prvi put od 2013. Socijalistička ljevica napredovala je na 9%. Savez Sahra Wagenknecht, populistički ocjep ljevice, osvojio je 4,97% i za dlaku nije uspio ući u Bundestag. Udruga birača Južnog Schleswiga (SSW), koja je kao manjinska stranka izuzeta od izbornog praga od 5%, zadržala je svoje jedino mjesto.
Odaziv birača bio je 82,5%, što je povećanje od šest postotnih bodova u odnosu na 2021. i najviše od ponovnog ujedinjenja Njemačke.